# Parque de Prince's Island

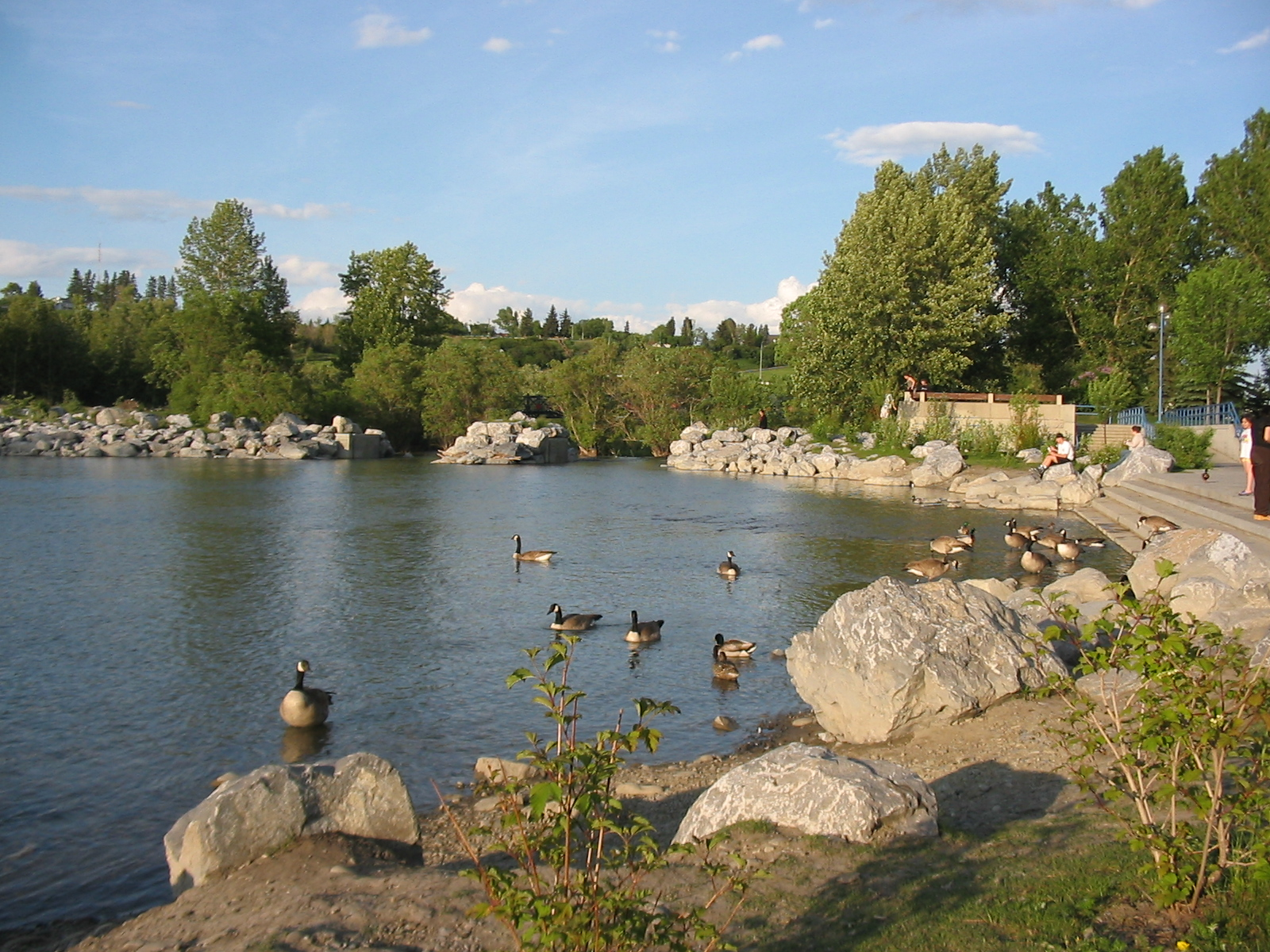
Lagoa do Parque de Prince's Island.

O Parque de Prince's Island é um parque urbano na cidade de Calgary, Alberta, Canadá. Situa-se numa ilha do Rio Bow, a norte do centro de Calgary.
Foi-lhe dado o nome de Peter Anthony Prince, que, em 1947,  doou o terreno onde actualmente se localiza o parque à Cidade de Calgary. É frequentemente chamado, incorrectamente, Parque de Princess Island.
A ilha tem uma superfície de 20 hectares, e é ligada por três pontes ao bairro de Eau Claire e à baixa de Calgary e por uma ponte, a norte, à estrada de Memorial Drive e ao bairro de Crescent Heights.
O ganso-do-canadá e o pato-real são abundantes no parque.
No parque são lançados muitos eventos, incluindo o Festival de Música do Povo de Calgary, Shakespeare in the Park, o Carifest, o Canada Day, Heritage Day, o Afrikadey e o Barbecue on the Bow, assim como outros eventos. Cerca de 150.000 visitantes visitaram estes festivais em 1996.